# Van Rossem for President
Van Rossem for President was een Nederlands televisieprogramma van de Evangelische Omroep, gepresenteerd door Maarten van Rossem. In deze serie onderzocht Van Rossem wat de achtergronden van de Amerikaanse presidentiële successen zijn en stelde hij zich kandidaat voor het Amerikaanse presidentschap. Hiervoor moet je echter in de Verenigde Staten geboren zijn. Het eerste programmapunt van Van Rossem zou dan ook zijn geweest om Nederland de 51ste staat van de Verenigde Staten te maken. In een campagnecamper trok hij dwars door Amerika, op zoek naar antwoord op de vraag: wat komt er allemaal bij kijken als je president van het machtigste land ter wereld wilt worden?
Door de serie heen leerde Van Rossem, van diverse deskundigen, dat het een ingewikkelde procedure is; je moet goed kunnen organiseren, een goed programma hebben, en het is beter om al jaren van tevoren te beginnen. Hij leerde op welke manier je een campagne kunt financieren en kreeg informatie over de beveiliging van de president en over de speciale presidentiële auto met volgauto's. Tevens kreeg Van Rossem advies over presidentiële kleding. En een laatste punt: een president moet godsdienstig zijn.